# Тадеуш Кантор
Тадеуш Кантор (пол. Tadeusz Kantor; 6 квітня 1915, Вельополе-Скшинське — 8 грудня 1990, Краків) — польський театральний режисер, художник, сценограф, графік, засновник авангардного Театру «Крікот 2» у Кракові.

## Життєпис
Син польського військового та публіциста Маріана Кантора-Мірського та Гелени з Бергерів. Перші роки життя провів на плебанії в Вельополі, де проживала його мати. Після смерті пароха в 1921 році Гелена із сином переїздять до м. Тарнів, де Тадеуш отримує середню освіту. 5 жовтня 1934 року записується на Художній факультет Краківської Академії Мистецтв до майстерні проф. Владислава Яроцького. На той час Тадеуш Кантор захоплювався творчістю пов'язаного із Краковом Станіслава Виспянського. Водночас із малярством Кантор вивчає декораційне та театральне малярство в проф. Кароля Фрича, директора краківських театрів. Закінчує навчання в 1939 році.
Під час війни разом з друзями по навчанню та студентами створеної німцями Staatliche Kunstgewerbeschule Krakau (укр. Державна школа мистецьких ремесел) створює підпільний Незалежний театр. Ставлять у ньому п'єси Юліуша Словацького та Станіслава Виспянського.
У 1945 році очолив малярню в Старому театрі Кракова та записався на курс сценографії в Театральній студії Анджея Пронашки, котрий поруч із Каролем Фричем стає для нього другим взірцем. У листопаді 1946 року взяв участь у Міжнародній виставці сучасного мистецтва у Паризькому міському музеї сучасного мистецтва (фр. Musée d'Art Moderne). Ця подорож відіграла для подальшої творчості Кантора таку роль, що коли він отримав посаду професора малярства в Вищій школі пластичного мистецтва у Кракові, розпочав свою діяльність з атаки на традиціоналізм. Це принесло плоди у вигляді участі у багатьох важливих виставках нового мистецтва. Кар'єра Тадеуша Кантора як педагога перервалася в 1949 році, оскільки тодішня влада запровадила прийняті в СРСР засади соціалістичного реалізму та вчинила атаку на сучасне мистецтво. Отримав роботу сценографа в Державних драматичних театрах, переважним чином реалізуючи сценографію для Старого театру, де працював до 1961 року.
В 1955 році в числі десяти польських митців висловив протест проти соцреалізму виставою «9 художників» в Будинку пластиків. Ця вистава символізувала виникнення Краківської групи ІІ, головою якої став Кантор. В 1955 році разом з однодумцями створює експериментальний театр-майстерню «Кріко-2» (за назвою існуючого у Кракові в 1930-х роках авангардного театру «Кріко»). На сцені «Кріко-2» були поставлені п'єси, що прославили Кантора у світі: «Вмерлий клас» (1975), «Вельополе, Вельополе» (1980), «Хай згинуть артисти» (1985), «Я сюди більше не повернусь» (1988), «Нині мої уродини» (посмертна прем'єра 1991).
З 1945 по 1961 рік був одружений з художницею Евою Юркевич, 10 квітня 1961 одружився з Марією Станґрет.
Помер раптово, після репетиції спектаклю «Нині мої уродини» 8 грудня 1990 року в Кракові.

## Художня творчість
У творчості Кантора художнє мистецтво було нероздільне з театром. Перші його образи та захоплення театром виникли під час навчання та в період Другої світової війни. У перші післявоєнні роки творив картини, близькі до сюрреалізму. Як художник замовк в 1949 році, коли влада почала запроваджувати соціалістичний реалізм у мистецтві. Лише після 1955 року виставив твори, що створив за період мовчання. В 1957 році включився до пошуків, що тривали в сучасному світовому мистецтві, перегукуючись у серії творів з течією інформалізму. Двічі (1959, 1977) брав участь у виставці сучасного мистецтва Documenta (м. Кассель, Німеччина). В 1965 році за стипендією Фонду Форда Кантор побував у США, де ознайомився із нью-йоркським художнім аванградом. Під час подорожей по світу пізнавав нові тренди в мистецтві, а при поверненні до Польщі розвивав свої спостереження. Прищепив напрямки інформалізму, концептуалізму та гепенінгу в польському мистецтві. В 1965 році відбулися перші польські гепенінги: Cricotage і Лінія поділу, а два роки по тому Лист та Панорамний морський гепенінг.
Тадеуш Кантор вважав, що «сталі, освячені традицією кордони поміж видами мистецтва належить знести», творив у різних сферах поза театром і малярством: організовував гепенінги, створював «об'єкти мистецтва», котрі нерідко були фрагментами сценографії до вистав, та образи, у яких мальовані фрагменти поєднано із готовими знайденими предметами.
За його проектом створено скульптуру Стілець, котрої два неідентичні екземпляри знаходяться у Вроцлаві і в Гутиську неподалік Кракова. До найвідоміших його творів належать: Щоденник з подорожі, Людина і стіл, Небезпечне відвернення і Повернення до родинного дому, цикл амбалаж — техніки «упаковування» споруд (найбільш відомим у світі митцем цієї техніки є Крісто).

## Театр
В 1955 році разом із групою пластиків, критиків та теоретиків мистецтва під керівництвом Кантора заснувала театр «Крікот-2». Першою прем'єрою групи в 1956 році була «Каракатиця» за Ігнатієм Віткевичем. Вже в цій виставі Кантор застосував характеристичні для його постановок елементи: актори рухаються немов ляльки, техніка гри витримана в стилі німого кіно.
У наступній виставі — «Цирк» за Казімєжем Мікульським (художником та членом групи) — Кантор використав амбалаж: упакував акторів у чорну матерію, що позбавило їх та оточуючі предмети форм, перетворило на єдину матерію. Наступний крок це «театр інформалізму»: він підвержений випадкові, автоматичний театр. У виставах «У малому дворку» за Віткевичем актори сприймалися нарівні з предметами, були позбавленими індивідуальності. Кантор шукав відповідну форму для своїх сценічних промов, створюючи «театр зеро», ідеєю якого було позбавити виставу дії, власне — тривання («Вар'ят і черниця» за Віткевичем, 1963)
«Театр смерті» був останнім нуртом в театральній творчості Кантора. До нього належать «Вмерлий клас» (1975), «Вельополе, Вельополе» (1980), «Хай згинуть артисти» (1985), «Я сюди більше не повернусь» (1988), «Нині мої уродини» (посмертна прем'єра 1991). У всіх них головним мотивом була смерть, скороминущість, пам'ять. У багатьох виставах Кантор брав участь сам як присутній на сцені «майстер церемонії», наглядаючи за дійством та втручаючись у нього.

## Театральні постановки

### Основні маніфести
- 1961 — Театр інформель
- 1963 — Автономний театр
- 1963 — Театр Zero
- 1967 — Театр, що відбувається: Театр подій
- 1975 — Театр смерті

### «Крікот-2»
- 1956 — «Каракатиця» (пол. «Mątwa»)
- 1957 — «Цирк» (пол. «Cyrk»)
- 1961 — «Заміський будинок» (пол. «W małym dworku»)
- 1963 — «Божевільний і черниця» (пол. «Wariat i zakonnica»)
- 1965 — «Водяна курка» (пол. «Kurka wodna»)
- 1973 — «Вишукані форми та волохаті мавпи, або Зелена таблетка» (пол. «Nadobnisie i koczkodany»)
- 1975 — «Вмерлий клас» (пол. «Umarła klasa»)
- 1980 — «Вельополе, Вельополе» (пол. «Wielopole, Wielopole»)
- 1985 — «Хай згинуть артисти» (пол. «Niech sczezną artyści»)
- 1987 — «Macchina dell'amore e della morte»
- 1988 — «Я сюди більше не повернусь» (пол. «Nigdy tu już nie powrócę»)
- 1990 — «Нині мої уродини» (пол. «Dziś są moje urodziny»)

## Відзнаки
- 1954 — Золотий Хрест Заслуги з мечами (Польща)
- 1978 — Премія Рембранта, Базель
- 1986 — Премія нью-йоркських критиків за найкращу постановку на Бродвеї
- 1989 — Орден Мистецтв та літератури (Франція)
- 1990 — Великий хрест Ордена за заслуги перед ФРН